# アレクサンドル・エロヒン
アレクサンドル・ユーリエヴィチ・エロヒン（露: Александр Юрьевич Ерохин, 英: Aleksandr Yuryevich Yerokhin, 1989年10月13日 - ）は、ロシア・バルナウル出身のサッカー選手。エロキンの表記も多い。ロシア代表。FCゼニト・サンクトペテルブルク所属。ポジションは攻撃的ミッドフィールダー、もしくはフォワード。194cmの長身ながら足元の技術に優れ、所属していたFCシェリフ・ティラスポリではプレイメイカーを務めていた。

## 来歴
ユース時代はFCロコモティフ・モスクワの下部組織に在籍し、2008年にモルドバリーグのFCシェリフ・ティラスポリへ入団。2年目の2008-09シーズンはリーグ戦25試合に出場し、11得点を記録する活躍を見せ、UEFAチャンピオンズリーグ 2008-09予選1回戦FCアクトベ（カザフスタン）戦でUEFA主催大会初得点を記録した。2009年CISカップでは、FCシャフタール・ドネツクの下部チームを相手にハットトリックを達成するなど、4得点をあげて得点王を獲得。2009-10シーズンには背番号が29から10に変更された。
2011年シーズンよりロシア・プレミアリーグに昇格したFCクラスノダールに移籍。移籍金は180万ユーロと報道されている。
2016年2月4日、FCウラル・イェカテリンブルクからFCロストフに移籍し3年契約を結んだ。

## 個人成績
2011年3月22日現在
以下の成績はSports.MD、UEFA.comの出場記録による。
| クラブ成績 | クラブ成績     | クラブ成績 | リーグ                       | リーグ | カップ   | カップ   | 国際大会   | 国際大会   | 通算 | 通算 |
| シーズン   | クラブ         | リーグ     | 出場                         | 得点   | 出場     | 得点     | 出場       | 得点       | 出場 | 得点 |
| モルドバ   | モルドバ       | モルドバ   | リーグ                       | リーグ | カップ   | カップ   | ヨーロッパ | ヨーロッパ | 通算 | 通算 |
| ---------- | -------------- | ---------- | ---------------------------- | ------ | -------- | -------- | ---------- | ---------- | ---- | ---- |
| 2007-08    | シェリフ       | 1部        | 7                            | 2      | 0        | 0        | -          | -          | 7    | 2    |
| 2008-09    | シェリフ       | 1部        | 25                           | 11     | 5        | 0        | 4          | 1          | 34   | 12   |
| 2009-10    | シェリフ       | 1部        | 24                           | 11     | 1        | 0        | 8          | 0          | 33   | 11   |
| 2010-11    | シェリフ       | 1部        | 18                           | 6      | 1        | 2        | 5          | 1          | 24   | 9    |
| ロシア     | ロシア         | ロシア     | リーグ                       | リーグ | ロシア杯 | ロシア杯 | ヨーロッパ | ヨーロッパ | 通算 | 通算 |
| 2011       | クラスノダール | プレミア   |                              |        |          |          | -          | -          |      |      |
| 通算       | モルドバ       | モルドバ   | 74                           | 30     | 7        | 2        | 17         | 2          | 98   | 34   |
| 通算       | ロシア         | ロシア     | \|\|\|\|\|\|\|\|\|\|\|\|\|\| |        |          |          |            |            |      |      |

## 代表歴

### 出場大会
- ロシア代表
  - 2018 FIFAワールドカップ

### 試合数
- 国際Aマッチ 32試合 4得点（2016年-2021年）[8]

| ロシア代表 | 国際Aマッチ | 国際Aマッチ |
| 年         | 出場        | 得点        |
| ---------- | ----------- | ----------- |
| 2016       | 4           | 0           |
| 2017       | 11          | 0           |
| 2018       | 8           | 1           |
| 2019       | 1           | 0           |
| 2020       | 2           | 0           |
| 2021       | 6           | 3           |
| 通算       | 32          | 4           |

## タイトル

### クラブ
シェリフ
- ディヴィジア・ナツィオナラ 2007-08, 2008-09, 2009-10
- クパ・モルドヴェイ 2007-08, 2008-09, 2009-10
- CISカップ 2009

ゼニト
- プレミアリーガ 2018-19, 2019-20, 2020-21

### 個人
- CISカップ得点王 2009（4得点）